# Теберда
Теберда (на руски: Теберда̀) е град в Карачаево-Черкезката република, Русия. Градът е разположен в региона на Кавказ. Теберда се намира на около 105 km от административния център на субекта – Черкеск. Населението му към 1 януари 2018 година е 8670 жители.
Градът е основан през 1868 г., като карачаевско селище. Получава статут на град през 1971 г.